# Hedyotis bahaii
Hedyotis bahaii är en måreväxtart som beskrevs av J.F. Maxwell. Hedyotis bahaii ingår i släktet Hedyotis och familjen måreväxter.
Artens utbredningsområde är Thailand. Inga underarter finns listade i Catalogue of Life.